# かそけきサンカヨウ
『かそけきサンカヨウ』は、窪美澄の短編小説、およびそれを原作とする日本映画。

## 背景

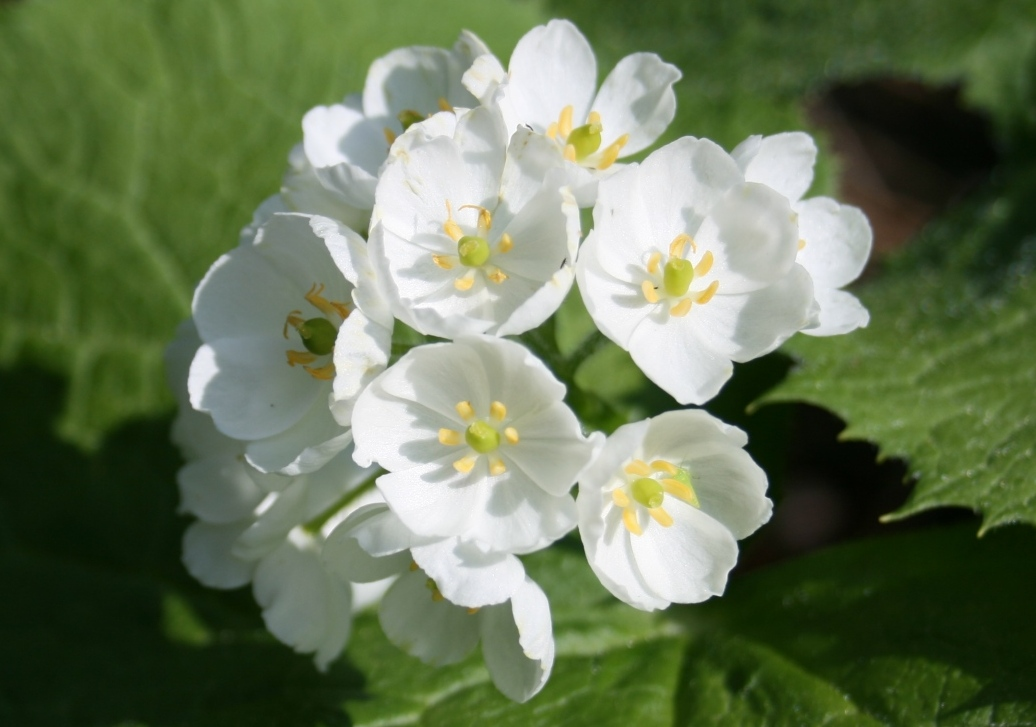
サンカヨウの花

2014年11月15日に刊行され 、2017年5月25日に文庫化された連作短編集『水やりはいつも深夜だけど』所収の6編の短編小説の中の1編。2014年刊行当時は5編が収録されていたが、2017年の文庫化に際し、1編が追加収録された。他の4編（2014年当時）は幼稚園児の子どもを持つ親が主人公だが、本作のみが妹を持つ女子高校生が主人公となっていることについて、著者の窪は『本の旅人』2014年12月号でのインタビューでこう答えている。
なお、短編小説の題名にはすべて植物の名前が使用されている。

## 書誌情報
- 窪美澄『かそけきサンカヨウ』（『水やりはいつも深夜だけど』（KADOKAWA / 角川文庫）所収）
  - 単行本：2014年11月15日発売、ISBN 978-4-04-102134-7[4]
  - 文庫本：2017年05月25日発売、ISBN 978-4-04-105495-6[1]

## 映画
2021年10月15日に公開された。監督は今泉力哉、主演は志田彩良。テンカラット設立25周年企画第2弾作品。

### あらすじ（映画）
高校生の女子・国木田陽は、映画音楽の仕事をする父・直と二人暮らしで、学校から帰るとすぐに夕飯の準備に取り掛かる。母の佐千代は陽が3歳の頃に家を出ている。母との最も古い記憶は、赤ん坊の頃に背負われて聞かされた「サンカヨウ」という花のことで、朝露や雨を吸うと透明になるという。
ある日、直から再婚したい女性がいると切り出される。通訳と翻訳の仕事をしている美子という女性で夫に先立たれ、幼い娘・ひなたを育てているという。まもなく子連れ再婚同士の4人での暮らしが始まる。
中学以来の仲良しグループの一人、陸は陽と同じ美術部に所属し、心臓を患っていて夏休み中に手術すると聞かされる。陸と陽はデートの約束をして、二人は女性画家の三島佐千代の個展に行く。陽は佐千代の夫から「サンカヨウ」が描かれた絵ハガキを受け取り、間もなく訪れた佐千代と対面する。佐千代は陽が娘とは気づかない風で、ショックでギャラリーを飛び出した陽は、陸を置き去りにして一人で帰った。
帰宅した陽は、自室にあった佐千代の画集をひなたが破ったことに激怒する。泣きはらす陽に直は離婚のいきさつを話す。佐千代は絵を描くことと子育てのジレンマに悩み、次第に夫婦間の諍いになり亀裂が生じてしまったものだった。そして、佐千代は娘の存在に気づかなかったのではなく戸惑っただけで、陽が望めばいつでも会えると話す。
まもなくして、陽は佐千代に会い、長年のわだかまりが消えていく。帰宅した陽は美子に「お母さんと呼びたい」と伝え、二人は涙して抱き合った。
陸の手術は無事に成功し学校通いを始め、陽は陸に好意を告白するが陸の答は「よく分からない」と言う。陸は沙樹に対しても漠とした感情を持ち始めているようでハッキリしない。
陽は自分の誕生日会にいつもの女子仲間と一緒に陸を招待する。陸はまだ何をしたいのかも分からなくて、陽との間に距離を作ってしまったと打ち明ける。陽を描いたスケッチをプレゼントし、陽の部屋にはその絵と、陽が描いた美子のスケッチ、佐千代のサンカヨウの絵ハガキが飾られている。

### キャスト
- 国木田陽：志田彩良
- 国木田直：井浦新[2][3]
- 清原陸：鈴鹿央士[6][7]
- 鈴木沙樹：中井友望[6][7]
- 有村みやこ：鎌田らい樹[6][7]
- 宮尾数人：遠藤雄斗[6][7]
- レマ（劇中劇）：石川恋[6][7]
- 鈴木咲[8]
- 海沼未羽[6][7]
- 古屋隆太
- 芹澤興人
- 鷺坂陽菜
- 武田：和宥
- 辻凪子
- 佐藤凛月
- 清原絹枝：梅沢昌代[6][7]
- 国木田美子：菊池亜希子[6][7]
- 清原夏紀：西田尚美[6][7]
- 三島佐千代：石田ひかり[6][7]

### スタッフ
- 原作：窪美澄『水やりはいつも深夜だけど』（角川文庫刊）所収『かそけきサンカヨウ』
- 監督：今泉力哉
- 脚本：澤井香織[2]、今泉力哉
- 音楽：ゲイリー芦屋
- 主題歌：崎山蒼志「幽けき」（Sony Music Labels）[9]
- プロデューサー：宇田川寧[2]
- 助成：文化庁文化芸術振興費補助金（映画創造活動支援事業）独立行政法人日本芸術文化振興会
- 配給：イオンエンターテイメント[2]
- 製作プロダクション：ダブ
- 製作幹事：メ〜テレ、テンカラット
- 製作：映画「かそけきサンカヨウ」製作委員会